# Romainville
Romainville ist eine französische Gemeinde mit 35.314 Einwohnern (Stand 1. Januar 2022) im Département Seine-Saint-Denis in der Region Île-de-France; sie gehört zum Arrondissement Bobigny und zum Kanton Bagnolet. Die Stadt liegt acht Kilometer östlich von Paris an den östlichen Ausläufern des Hügels von Belleville. Die Einwohner werden Romainvillois genannt.

## Nachbargemeinden
- Pantin im Nordosten
- Bobigny im Nord
- Noisy-le-Sec im Osten
- Montreuil im Süden
- Bagnolet im Südwesten
- Les Lilas im Westen

## Bevölkerungsentwicklung
| Jahr      | 1801 | 1851  | 1901  | 1936   | 1946   | 1954   | 1962   | 1968   | 1975   | 1982   | 1990   | 1999   | 2006   |
| --------- | ---- | ----- | ----- | ------ | ------ | ------ | ------ | ------ | ------ | ------ | ------ | ------ | ------ |
| Einwohner | 885  | 1.499 | 2.961 | 18.422 | 17.022 | 19.217 | 23.158 | 24.091 | 26.252 | 25.403 | 23.565 | 23.774 | 25.199 |

ab 1962 nur Einwohner mit Erstwohnsitz

## Geschichte

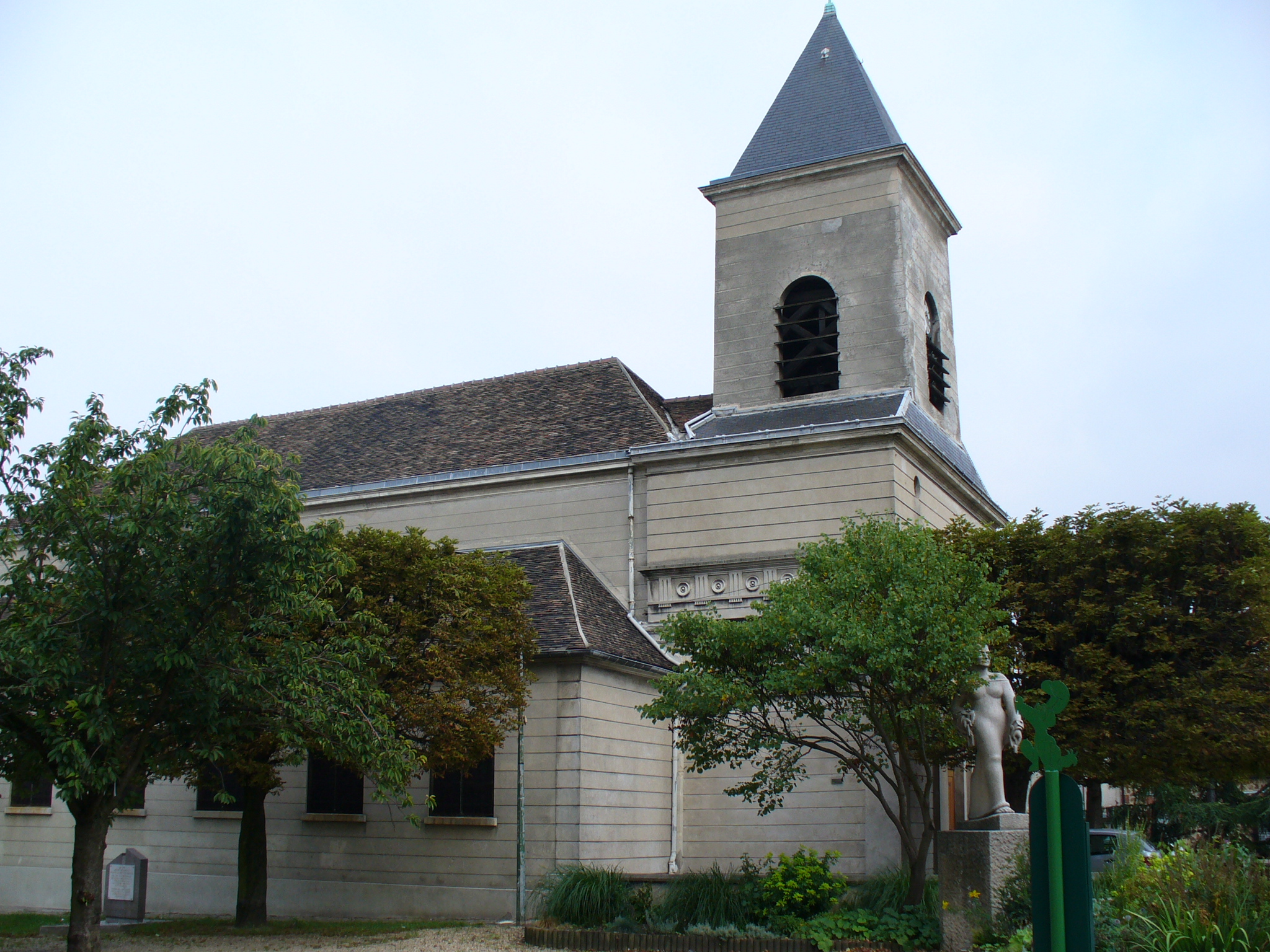
Kirche von Romainville

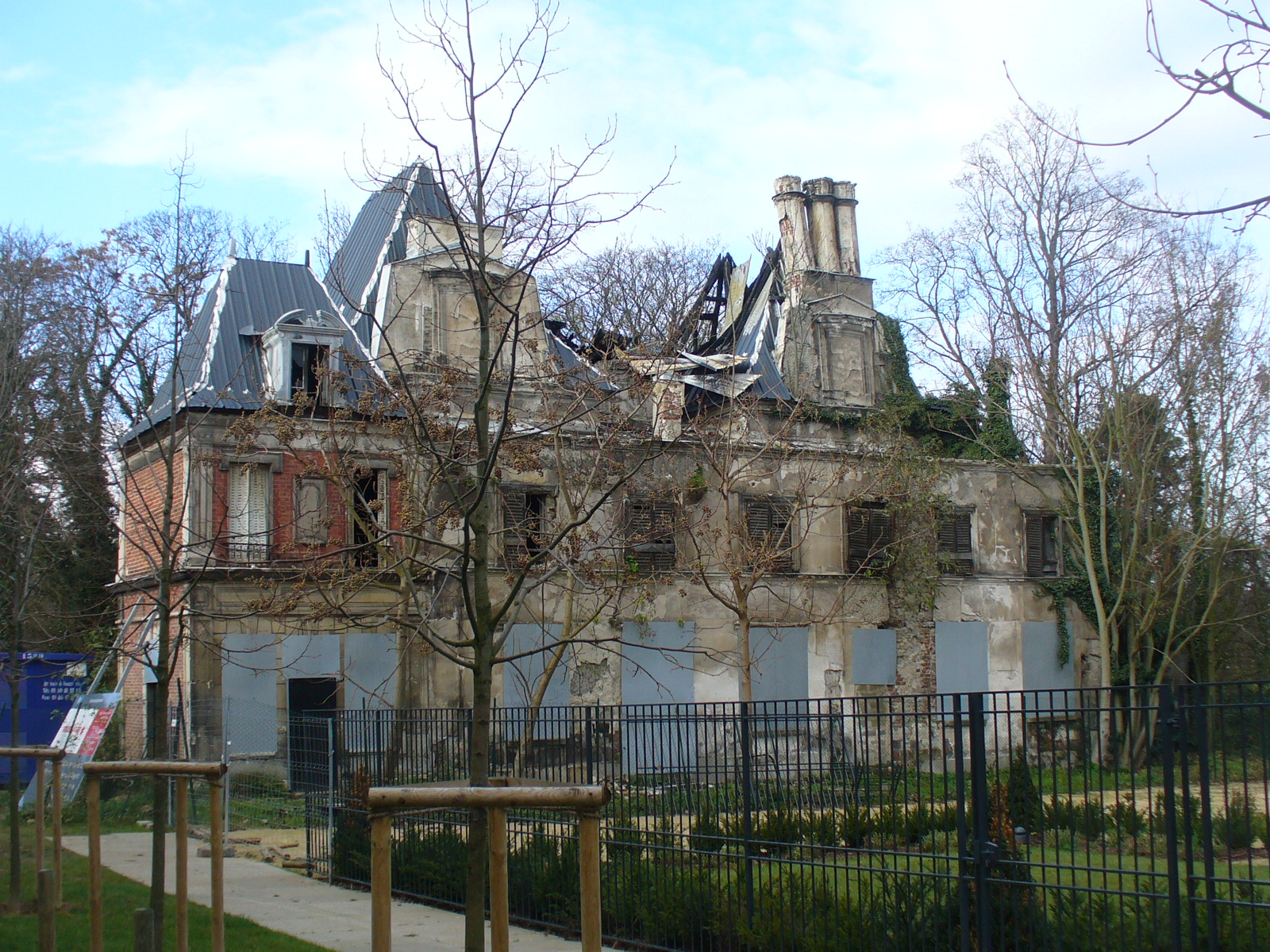
Château de Romainville

Der Ort ist im 7. Jahrhundert durch ein Testament bezeugt. Der Name kommt von „Romana villa“, der Villa des Romanus, Bischof von Meaux. Im Jahr 1630 ließ Nicolas de Quelen das Schloss errichten, das 1723 in den Besitz des Marschalls Ségur kam. Die Befestigungsanlagen Fort de Romainville (heute zu Les Lilas gehörend) und Fort de Noisy, das sich teilweise auf dem Gebiet von Noisy-le-Sec befindet, wurden zur Zeit Adolphe Thiers’ gebaut.
1867 wurde die Gemeinde Les Lilas von Romainville abgetrennt. Das Fort de Romainville wurde im Zweiten Weltkrieg als Internierungslager und KZ-Durchgangslager genutzt. Der Fernsehturm Romainville wurde 1984 errichtet.
Für Romainville wichtig ist die Geschichte des Forschungszentrums der Roussel Uclaf (Centre de Recherche). Hier wurden ganz wesentliche Beiträge zur Behandlung von Krankheiten in der Humanmedizin (neue Medikamente) und in der Veterinärmedizin geleistet.

## Sehenswürdigkeiten
- Die neoklassische Kirche Saint-Germain-l'Auxerrois, von Alexandre Théodore Brongniart gebaut, Monument historique
- Ein Pavillon als Rest des Château de Romainville, entworfen vom katalanischen Architekturbüro Miralles Tagliabue EMBT.[2]

Siehe: Liste der Monuments historiques in Romainville

## Romainville als Filmkulisse
Der 1966 erschienene bekannte Spielfilm Spion zwischen 2 Fronten, beruhend auf der Autobiographie des Doppelagenten Eddie Chapman im Zweiten Weltkrieg, mit immenser Starbesetzung (u. a. Christopher Plummer, Romy Schneider, Gert Fröbe und Yul Brynner), nutzte das Fort de Romainville und das Fort de Noisy als Kulissen. Im Film war Eddy Chapman hier inhaftiert.

## Städtepartnerschaften
- Castle Point (Benfleet), Großbritannien, seit 1962
- 1985 Schloss Romainville eine Städtepartnerschaft mit der deutschen Stadt Ludwigsfelde ab.[3]

## Persönlichkeiten
- Philippe Henri de Ségur (1724–1801), Seigneur de Romainville, Kriegsminister unter König Ludwig XV.
- Élisabeth Vigée Le Brun (1755–1842), Malerin
- Louis Boulanger (1806–1867), Maler der Romantik, lebte in Romainville
- Matéo Maximoff (1917–1999), Schriftsteller
- Boris Gamaleya (* 1930), aus Réunion exilierter Dichter
- Jean-Laurent Cochet (1935–2020), Schauspieler und Schauspiellehrer
- Basile Boli (* 1967), Fußballspieler